# Ткаченко Олександр Ігорович
Олекса́ндр І́горович Ткаче́нко (нар. 19 лютого 1993, Українка, Обухівський район, Київська область, Україна) — український футболіст, воротар «Ворскли» (Полтава). У липні 2022 року не повернувся в Україну після мату Ліги Конференцій із шведським АІКом.

## Життєпис

### Ранні роки
Народився в місті Українка Обухівського району Київської області. Із семи років грав за шкільну команду на обласних змаганнях. Перший тренер — Володимир Коломієць. Одного разу разом з другом Ткаченко відвідав тренування «Динамо», після чого йому запропонували займатися в динамівській школі як нападнику. У 13-річному віці за порадою тренера Валерія Володимировича Шабельникова Ткаченко перекваліфікувався з польового гравця у воротаря. Захищаючи кольори «Динамо» Ткаченко у 2007 та 2008 роках по два рази вигравав чемпіонат і Кубок міста Києва.

### «Динамо»
У 2011 році футболіст був зарахований до молодіжної команди киян. Під час першого збору з «молодіжкою» Ткаченко брав участь у міжнародному турнірі в Хорватії, де став героєм фінального матчу: у вирішальній грі київському «Динамо» протистояли господарі — одноклубники із Загреба, основний час матчу завершився внічию, а в серії післяматчевих пенальті Ткаченко відбив три удари з «точки» і приніс «біло-синім» перемогу, а собі — титул найкращого воротаря. У сезоні 2012/13 Ткаченко у складі «молодіжки» Олександра Хацкевича провів лише 2 гри (одну з яких у стартовому складі), бо основними воротарями там були Бущан і Бойко. У тому ж сезоні за команду U-19 Валентина Белькевича зіграв 8 матчів (6 — у старті). У її складі ставав переможцем чемпіонату України серед юнацьких команд.

### «Ворскла»
Улітку 2013 року уклав довгострокову угоду з полтавською «Ворсклою». 2 роки потому — 9 серпня 2015 у грі проти донецького «Шахтаря» дебютував у Прем'єр-лізі.
Узимку 2016/17 залишив «зелено-білих» після завершення контракту і розпочав пошуки нової команди, тим не менше в лютому повернувся в полтавський клуб, підписавши річну угоду. Тим не менше незабаром після цього воротар був відданий в оренду в першоліговий «Гірник-спорт», де, втім зіграв лише два матчі в чемпіонаті і по завершенні сезону повернувся в «Ворсклу».
У новому сезоні 2017/18 став другим воротарем полтавців, але в четвертому турі проти «Динамо» основний воротар Богдан Шуст отримав травму і Ткаченко вийшов на поле, допомігши своїй команді втримати нульову нічию. За це він був визнаний найкращим гравцем туру УПЛ і в подальшому продовжив бути основним воротарем команди.
З командою став бронзовим призером чемпіонату у сезоні 2017/18 та фіналістом Кубка України 2019/20.

## Збірна України
У 2011—2012 роках Ткаченко виступав за різні юнацькі збірні України у різних вікових категоріях. Був одним із ключових гравців команди U-19 Олега Кузнєцова у відборі до Євро-2012. 10 листопада 2011 року в матчі проти однолітків із Казахстану провів свій перший виступ у турнірах під егідою УЄФА. Виграв серію пенальті у вирішальному матчі відбіркового раунду проти Швейцарії. Грав за «жовто-синіх» у матчах елітного раунду відбору.
У складі молодіжної збірної України у 2014 році ставав переможцем Кубка Співдружності. Також був визнаний найкращим воротарем турніру.

## Досягнення
- Бронзовий призер чемпіонату України: 2017/18
- Фіналіст Кубка України: 2019/20